# Kamila Kerimbajeva
Kamila Kerimbayeva (Almaty, 18 giugno 1995) è un'ex tennista kazaka.

## Biografia
Kamila ha vinto 10 titoli nel singolare e 8 titoli nel doppio nel circuito ITF in carriera. Kamila ha raggiunto la sua migliore posizione nel singolare WTA, nr 291, il 31 marzo 2014. Mentre il 27 febbraio 2017 ha raggiunto il miglior piazzamento mondiale nel doppio, nr 303.
Giocando per il Kazakistan in Fed Cup, Kamila ha un record di vittorie-sconfitte di 2-3.